# Calocheiridius mussardi
Espèce
Calocheiridius mussardi est une espèce de pseudoscorpions de la famille des Olpiidae.

## Distribution
Cette espèce est endémique du Sri Lanka. Elle se rencontre vers Palatupana.

## Étymologie
Cette espèce est nommée en l'honneur de Robert Mussard.

## Publication originale
- Beier, 1973 : Pseudoscorpionidea von Ceylon. Entomologica Scandinavica, vol. 4, Supplement, p. 39-55.